# 2012年5月拉斯坦战斗
2012年5月拉斯坦战斗发生于叙利亚内战期间的2012年5月14日。当时叙利亚政府军与反对派正处于在联合国斡旋的停火阶段中。

## 背景
在2011年，拉斯坦市附近地区第一次爆发反对派与政府军的武装冲突。政府军曾多次重新控制该城，但最终都被反对派武装夺回。拉斯坦的地理位置很重要，它靠近大马士革通往该国北部地区的道路，并且当地的地形能够帮助那些来自不同部队的政府军变节者对载有军事情报机构或亲政府民兵组织的军车或者是驻有安全部队的检查站发动袭击。

## 战斗经过
根据叙利亚人权观察组织报道，在5月14日，在一场与反对派武装的激烈冲突中有23名政府军士兵丧生，反对派武装还摧毁了3辆装甲车。还有报道称反对派武装缴获了2辆政府军的装甲车并俘虏了15名政府军士兵。有一则报道称在政府军的对拉斯坦的炮击中有9人丧生。据路透社报道，反对派的消息称在炮击中有一名当地的反对派武装领导人丧生。

## 后续事件
在当年6月，据拉斯坦地区反对派领导人Ahmed Bahbouh的说法，叙利亚政府军使用武装直升机和迫击炮轰炸了拉斯坦市，导致大量反对派武装伤亡。 联合国监督人员证实叙利亚政府军使用了直升机对哈马市附近的城镇进行轰炸，其中也包括拉斯坦。这是联合国第一次证实叙利亚政府军在镇压行动中使用武装直升机攻击持不同意见者，这一观点已经被活动人士反复指出过。联合国前秘书长，同时也是联合国与阿盟联合特使科菲·安南对这一新闻表示“十分关注”，一名联合国发言人声政府军使用了“火炮、迫击炮、机枪和轻武器”袭击了拉斯坦和塔尔比塞赫(Talbiseh)。
7月13日，一名政府军上校带着40名士兵和4辆坦克投奔叙利亚自由军阵营。反对派武装还控制了塔尔比塞赫南部的al-Ghantu村。